# André Bréchet
André Bréchet, né à Delémont le 22 octobre 1921 et mort le 27 mars 1993 dans la même ville, est un artiste peintre, sculpteur et artisan verrier suisse.

## Biographie
Après sa scolarité à Delémont, il suit les cours de peinture, sculpture et dessin à la Kunstgewebeschule de Bâle, de 1942 à 1944. Il voyage beaucoup puis s’installe à Paris où il est élève d’André Lhote (1947-1948) et de Fernand Léger (1949). 
Dès 1944, il fait de nombreuses expositions[réf. nécessaire] de sculpture et de peinture en Suisse et à l’étranger.  Entre 1947 et 1949, André Bréchet sera l'élève des peintres français André Lhote et Fernand Léger.  Durant sa période française, il fréquentera notamment les sculpteurs suisses Alberto Giacometti et Jean Tinguely, le poète français Paul Fort, le peintre cubiste français Jacques Villon ainsi que l'écrivain catholique Paul Claudel.
Il a réalisé de nombreux vitraux[réf. nécessaire] pour des églises, en Suisse, aux États-Unis et en France, et pour des particuliers.  Parmi ses œuvres destinées à l'étranger, citons notamment les remarquables vitraux des chapelles Saint-Joseph et St-Patrick à Détroit dans l'État américain du Michigan.

## Prix et distinctions
Lauréat du prix André Susse (1961), premier prix de l'Ambassade suisse à Paris (1966).

## Œuvres
On lui doit les vitraux de nombreuses églises du Jura :
- Chapelle Notre Dame de Lourdes, à Soyhières ;
- Église de Pleigne (1953) ;
- Chapelle de Vellerat (1961) ;
- Centre St-François, à Delémont (1962 et 1970) ;
- Église St-Jean d’Alle (1964) ;
- Chapelle St-Nicolas de Flue, à Mormont (1976) ;
- Chapelle St-Joseph, à Delémont (1979) ;
- Église St-Laurent, à Soulce (1979 et 1983) ;
- Chapelle de l’Hôpital, à Delémont (1986).